# Záhoří (Žatec)
Záhoří (německy Dreihöf) je malá vesnice, část města Žatec v okrese Louny. Nachází se asi tři kilometry severozápadně od Žatce. V roce 2011 zde trvale žilo 28 obyvatel.
Záhoří leží v katastrálním území Velichov u Žatce o výměře 4,45 km².

## Název
Německý název Dreihöf vznikl z výrazu zu drei Höfen. V historických pramenech se jméno vesnice objevuje ve tvarech: de Zahore (okolo roku 1300), in Zahorzie (1391), in Zahorzi (1414), k Zahorzie (1434), Dreyhöfen (1787) a Záhoří nebo Dreihöfen (1848).

## Historie

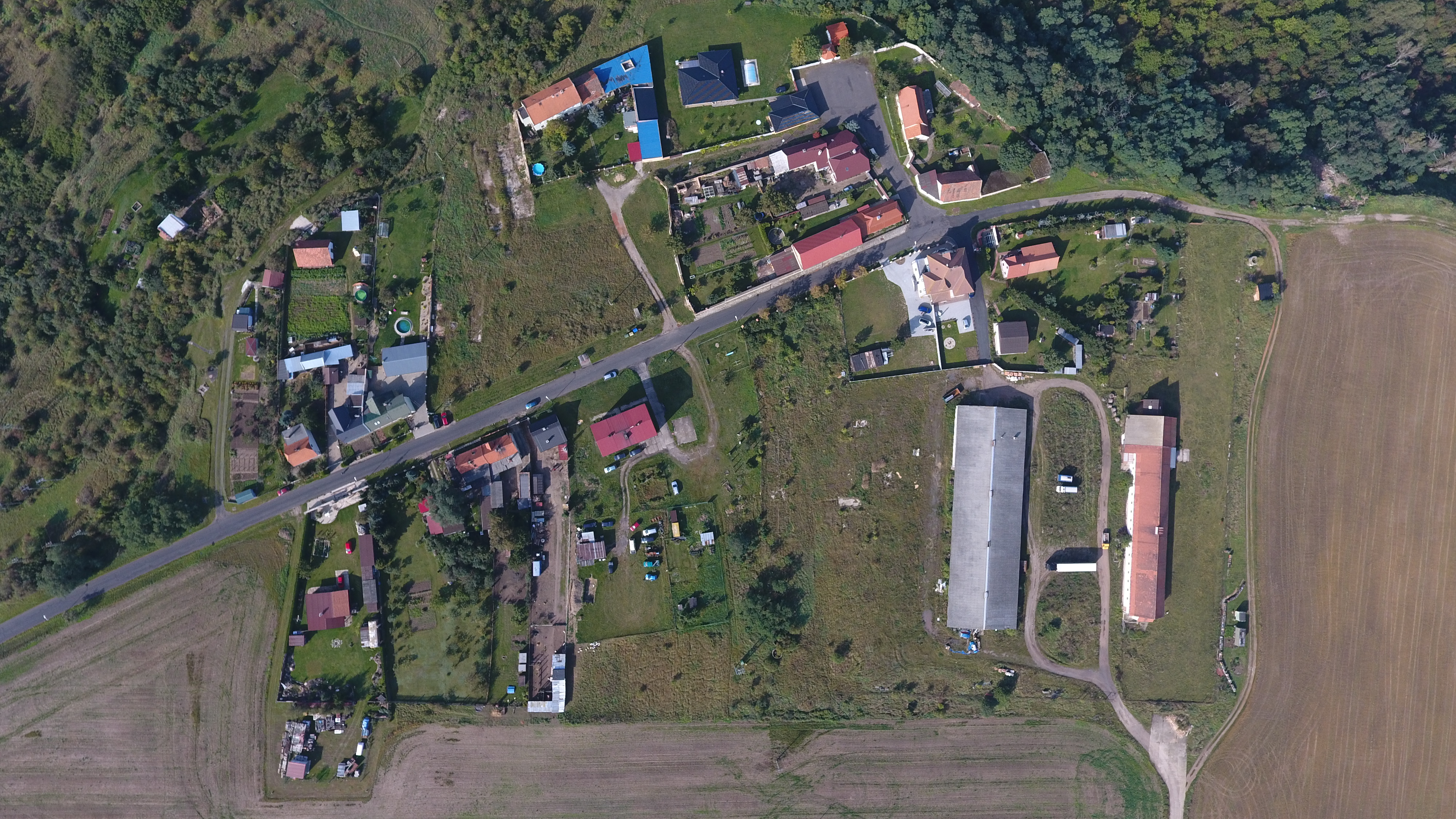
Letecký pohled

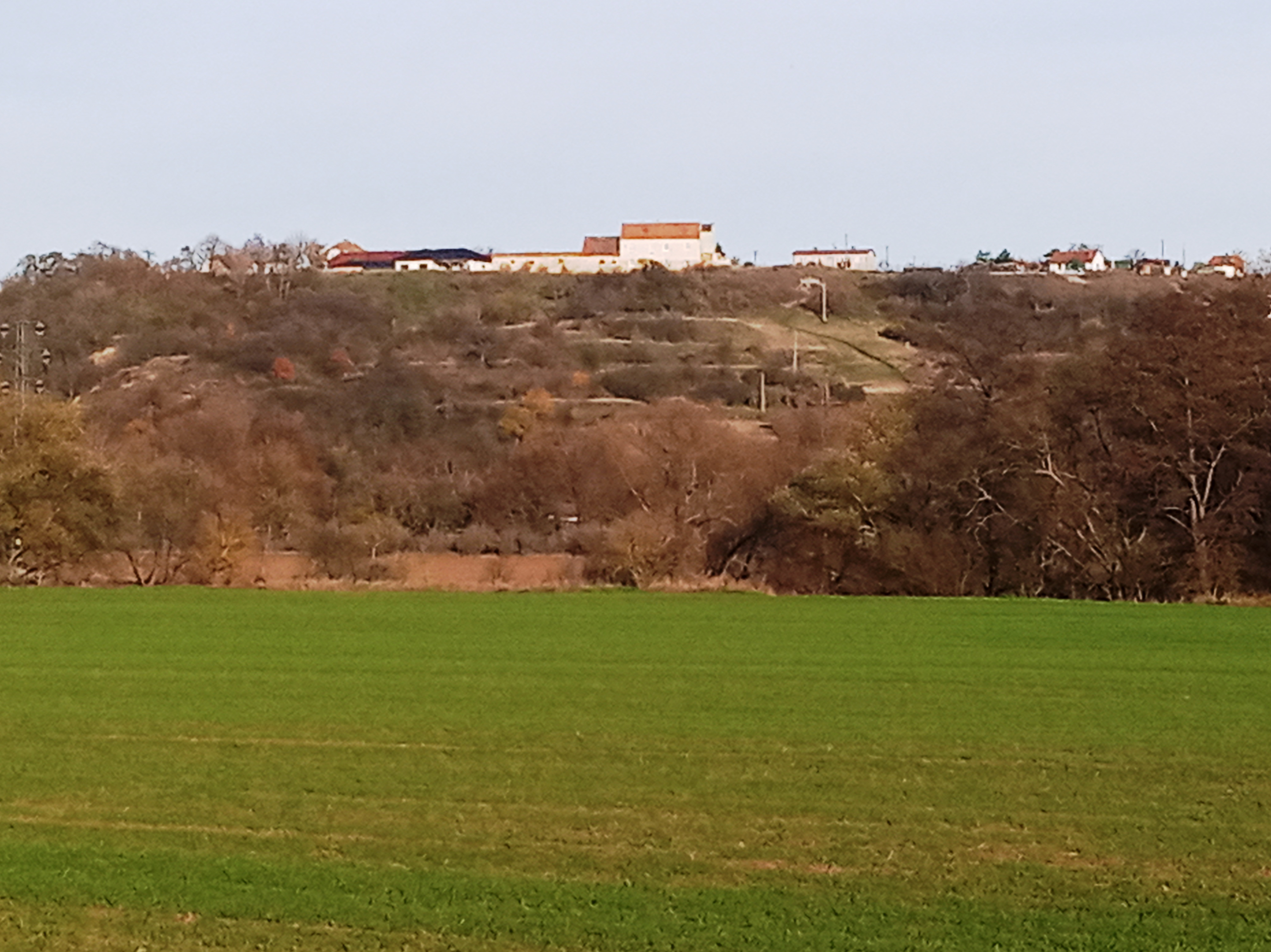
Záhoří od jihozápadu

První písemná zmínka o vesnici pochází z roku 1300. V roce 1360 byl majitelem většiny vsi pražský měšťan Štěpán Budka. Po jeho smrti před rokem 1390 se o jeho majetek rozhořel spor. Záhoří jako odúmrtí připadlo králi, proti čemuž vznesl protest Žatec a Budkovi potomci. Soud rozhodl ve prospěch Budkových potomků. Po husitských válkách se v záznamech objevuje několik majitelů statků, kolem roku 1500 Záhoří ale již celé patřilo Žatci. Vzhledem ke složení podloží docházelo ve vsi často k sesuvům půdy, k největšímu došlo v roce 1845.

## Obyvatelstvo
Při sčítání lidu v roce 1921 zde žilo 61 obyvatel (z toho 32 mužů), z nichž bylo 34 Čechoslováků a 27 Němců. Všichni byli římskými katolíky. Podle sčítání lidu z roku 1930 měla vesnice šedesát obyvatel: 38 Čechoslováků a 32 Němců a opět se všichni hlásili k římskokatolické církvi.
|                                                                      | 1869 | 1880 | 1890 | 1900 | 1910 | 1921 | 1930 | 1950 | 1961 | 1970 | 1980 | 1991 | 2001 | 2011 |
| -------------------------------------------------------------------- | ---- | ---- | ---- | ---- | ---- | ---- | ---- | ---- | ---- | ---- | ---- | ---- | ---- | ---- |
| Obyvatelé                                                            | 40   | 38   | 41   | 66   | 57   | 61   | 60   | 50   | 67   | 61   | 57   | 47   | 41   | 28   |
| Domy                                                                 | 6    | 6    | 6    | 10   | 8    | 8    | 9    | 11   | .    | 10   | 9    | 9    | 10   | 11   |
| Počet domů z roku 1961 je zahrnut v celkovém počtu domů města Žatec. |      |      |      |      |      |      |      |      |      |      |      |      |      |      |